# Prosthechea lambda
Prosthechea lambda là một loài thực vật có hoa trong họ Lan. Loài này được (Linden & Rchb.f.) W.E.Higgins miêu tả khoa học đầu tiên năm 1997.